# کولترکامف
کولترکامف (به آلمانی: Kulturkampf ; آلمانی: [kʊlˈtu:ɐ̯kampf] ()، به‌معنی "نبرد فرهنگی") درگیری فرهنگی بود که از سال ۱۸۷۲ تا ۱۸۷۸ بین دولت پروس به رهبری اتو فون بیسمارک و کلیسای کاتولیک رومی به رهبری پاپ پیوس نهم روی داد. مسائل اصلی کنترل روحانی بر آموزش و انتصابات کلیسایی بود. ویژگی منحصر به فرد کولترکامف در مقایسه با سایر مبارزات بین دولت و کلیسای کاتولیک در کشورهای دیگر، جزء ضد لهستانی پروس بود. با گسترش اصطلاح کولترکامف گاهی برای توصیف هرگونه تضاد بین مقامات سکولار و مذهبی یا مبارزه ارزش‌ها، اعتقادات عمیقاً متضاد بین جناح‌های قابل توجهی در یک ملت، جامعه یا گروه دیگر استفاده می‌شود.